# Disulfan
Disulfan ist eine chemische Verbindung aus der Gruppe der Disulfide mit einem dem Campher ähnlichen Geruch und zersetzt sich zu Schwefelwasserstoff und elementarem Schwefel.

## Gewinnung und Darstellung
Disulfan kann durch Kracken von Rohsulfan gewonnen werden.
{\displaystyle \mathrm {H_{2}S_{X}\longrightarrow H_{2}S_{2}+(x-2)S} }

## Eigenschaften
Disulfan ist eine hellgelbe Flüssigkeit, die sich in Wasser und Alkoholen zersetzt. Sie ist löslich in Kohlenstoffdisulfid, Benzol und Tetrachlormethan.